# Ptecticus nitidipennis
Ptecticus nitidipennis är en tvåvingeart som beskrevs av Friedrich Hermann Loew 1855. Ptecticus nitidipennis ingår i släktet Ptecticus och familjen vapenflugor.
Artens utbredningsområde är Venezuela. Inga underarter finns listade i Catalogue of Life.